# Faixa (elàstica)

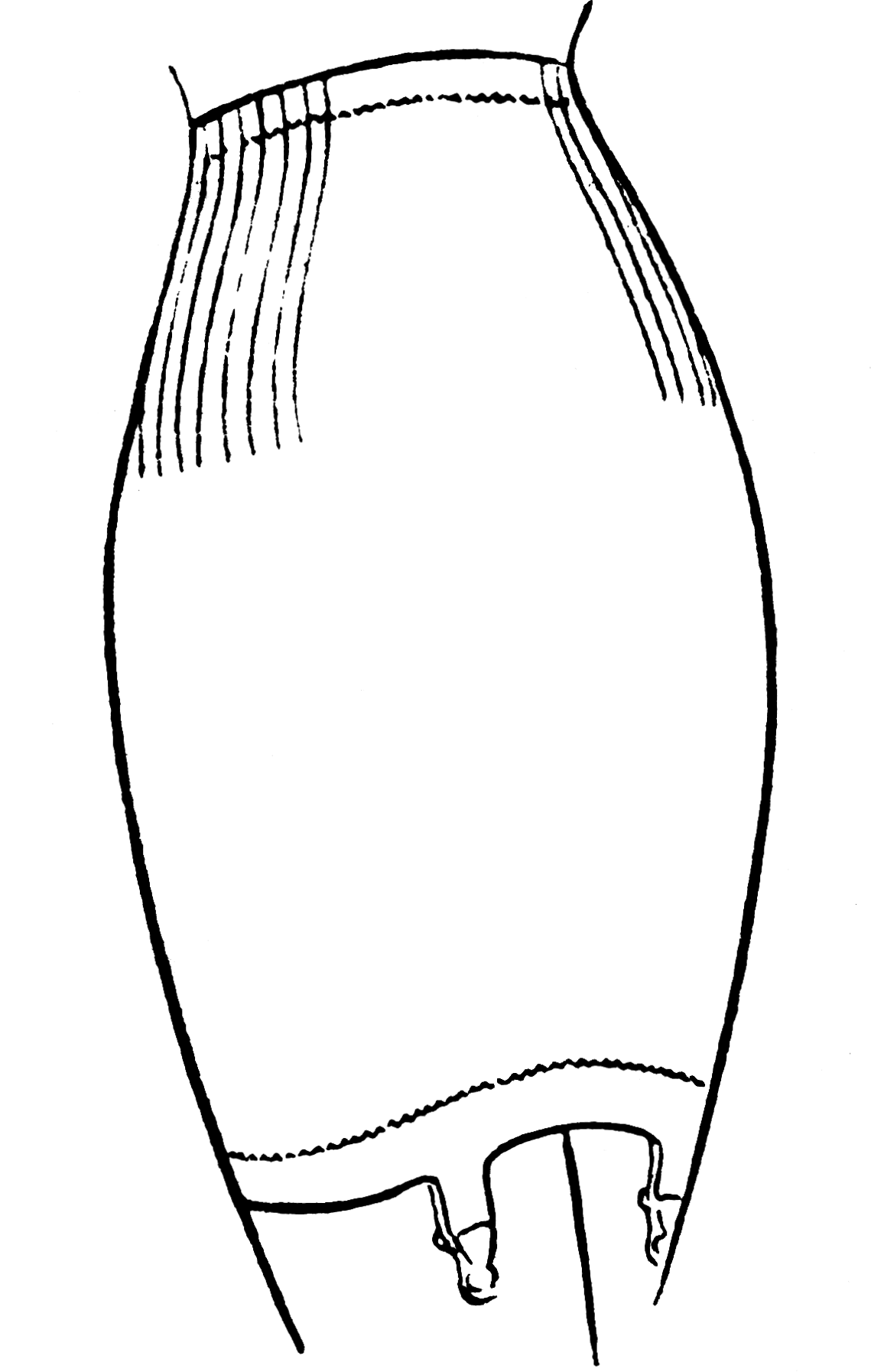
Il·lustració d'una faixa femenina tradicional dels anys 1950.

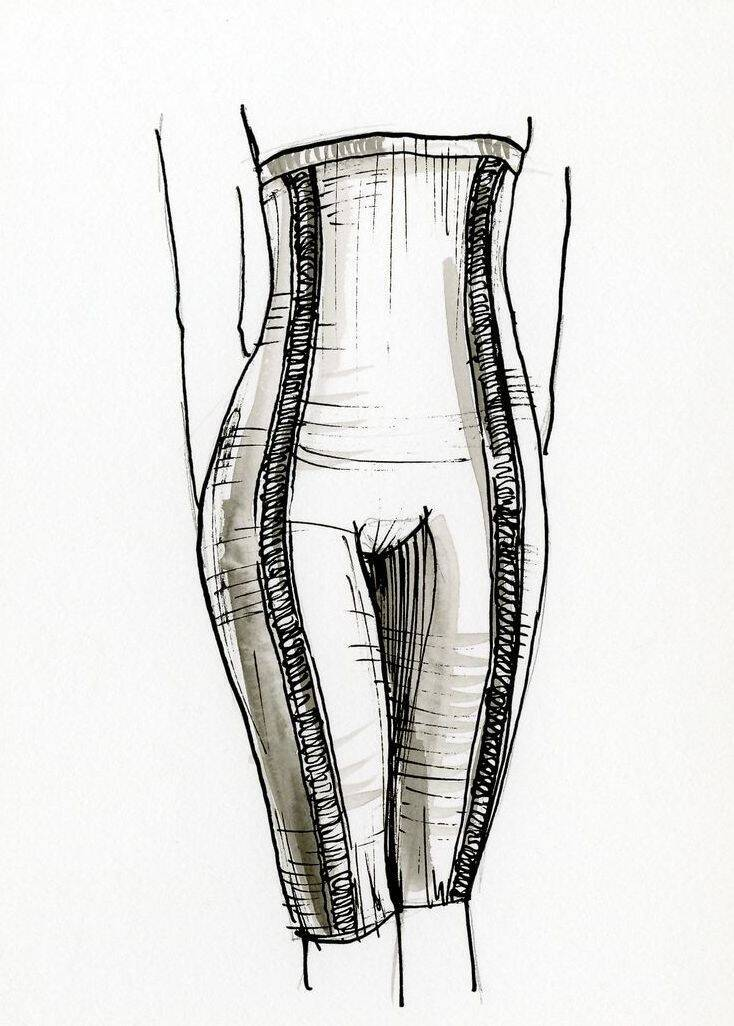
Il·lustració d'una Faixa amb calces contemporània.

La faixa és una peça elàstica que cenyeix el cos per motius estètics o mèdics.
- Faixa estètica: Peça de roba interior femenina, feta d'un teixit elàstic, sòlid però prim i amb un disseny que ajuda a donar les formes desitjades. En certa manera, es podria considerar un híbrid entre una cotilla i unes calces. Les faixes aixequen el cul, marquen la cintura i aplanen el ventre. Tant tradicionalment com en l'actualitat poden dur portalligues integrat.

Aquestes faixes femenines, sorgides entorn del 1910, desplaçaren la cotilla en la dècada de 1920, i suposaren un alliberament relatiu per a les dones quant a comoditat i llibertat de moviments. Durant dècades la faixa fou considerada peça indispensble de la roba interior femenina, fins i tot si es tenia un tipus perfecte. Emperò, en la dècada de 1960, jutjades supèrflues i alhora opressives, foren desplaçades de l'ús quotidià, i avui tan sols s'usen ocasionalment, sigui per necessitats estètiques o com a joc eròtic, atès que, com tantes altres peces de roba interior femenina retro, constitueixen un fetitxe per a molts homes.
Actualment hi ha diverses peces de roba, com calces o mitges, que porten un sistema de faixa incorporat; és el cas de la faixa amb calces, de la faixa cotilla (corselette) i de la faixa combinació.
- Faixa ortopèdica: Feta amb teixits elàstics de diferents materials com la poliamida o el polièster, serveix per a corregir problemes mèdics o estètics. Hi ha faixes post-quirúrgiques, per sostenir vísceres abdominals, per problemes musculoesquelètics, per corregir males postures, per perdre pes, etc.